# Quinto Minucio Termo
Quinto Minucio Termo (en latín, Quintus Minucius Thermus) fue un político y militar de la República romana que ocupó el consulado en el año 193 a. C., con Lucio Cornelio Mérula.

## Su carrera militar y política
Minucio Termo sirvió bajo Escipión el Africano como tribuno militar en la guerra contra Aníbal en África en el año 202 a. C., fue tribuno de la plebe en 201 a. C., edil curul en 197 a. C., y en el mismo año fue nombrado como uno de los triumviri coloniis deducendis para fundar seis colonias en la costa de Italia.
Al año siguiente, en 196 a. C., fue pretor, y recibió la provincia de Hispania Citerior, donde llevó la guerra con gran éxito, y recibió, en consecuencia, el honor de un triunfo en su regreso a Roma en el año 195 a. C.

## Su consulado y campaña en Liguria
En 193 a. C. fue cónsul con Lucio Cornelio Mérula. Obtuvo Liguria como su provincia, donde recientemente se había sofocado una formidable insurrección. Hizo de Pisae su cuartel general, y continuó la guerra con vigor, pero como consecuencia de estar en inferioridad numérica ante el enemigo, se vio obligado a permanecer a la defensiva y fue dos veces sometido a gran peligro durante la campaña. 
En el año siguiente, 192 a. C., su imperium se prolongó, y recibió más tropas, con lo cual fue capaz de asumir la ofensiva, y obtener una victoria decisiva sobre los ligures. Al siguiente año su imperio se prolongó de nuevo, y volvió a ganar una victoria sobre los ligures, que habían hecho un ataque inesperado sobre su campamento en la noche.

## Su conflicto con Catón
Regresó a Roma en 190 a. C., y solicitó un triunfo, pero le fue denegado, principalmente debido a la opinión de M. Catón, que pronunció por este motivo dos discursos llamados De decem Hominibus y Pugnis De falsis. Catón le acusó injustamente de haber dado muerte a diez hombres libres en su provincia, y que en su petición de derecho al triunfo había inventado muchas falsas batallas y exagerado el número de enemigos que habían sido muertos.
También hubo un discurso de Catón llamado De suis virtutibus contra Thermum, el cual es citado por Festo (págs. 182, 234), y otros gramáticos. Meyer (Ibid. p. 45, y siguientes) supone que Catón acusó a Termo en el año 189 a. C., y que este discurso se pronunció en este año, pero esto es improbable, ya que sabemos que Termo sirvió bajo Escipión Asiático en este año en la guerra contra Antíoco. 
Él y su hermano Lucio Minucio Termo fueron enviados por Escipión a recibir el juramento de Antíoco en el tratado que se firmó al final de la guerra romano-siria. En el curso del mismo año fue nombrado por el Senado como uno de los diez comisionados (decemviri) para resolver los asuntos de Asia. 
Fue muerto en el año siguiente, 188 a. C., mientras luchaba bajo las órdenes de Cneo Manlio Vulsón contra los tracios.